# Spis ludności w Kuwejcie (1957)
Spis ludności w Kuwejcie – spis ludności, który przeprowadzono na terenie Kuwejtu w lutym 1957. Był to pierwszy taki spis w historii kraju.
Spis wykazał, że Kuwejt zamieszkuje 206.200 osób. Nietypowa była struktura zamieszkania według płci - na 1000 mężczyzn przypadały zaledwie 563 kobiety. Powyższe wywołane było intensywną imigracją mężczyzn z państw ościennych, do dynamicznie rozwijającego się kuwejckiego sektora naftowego.